# カヤバ

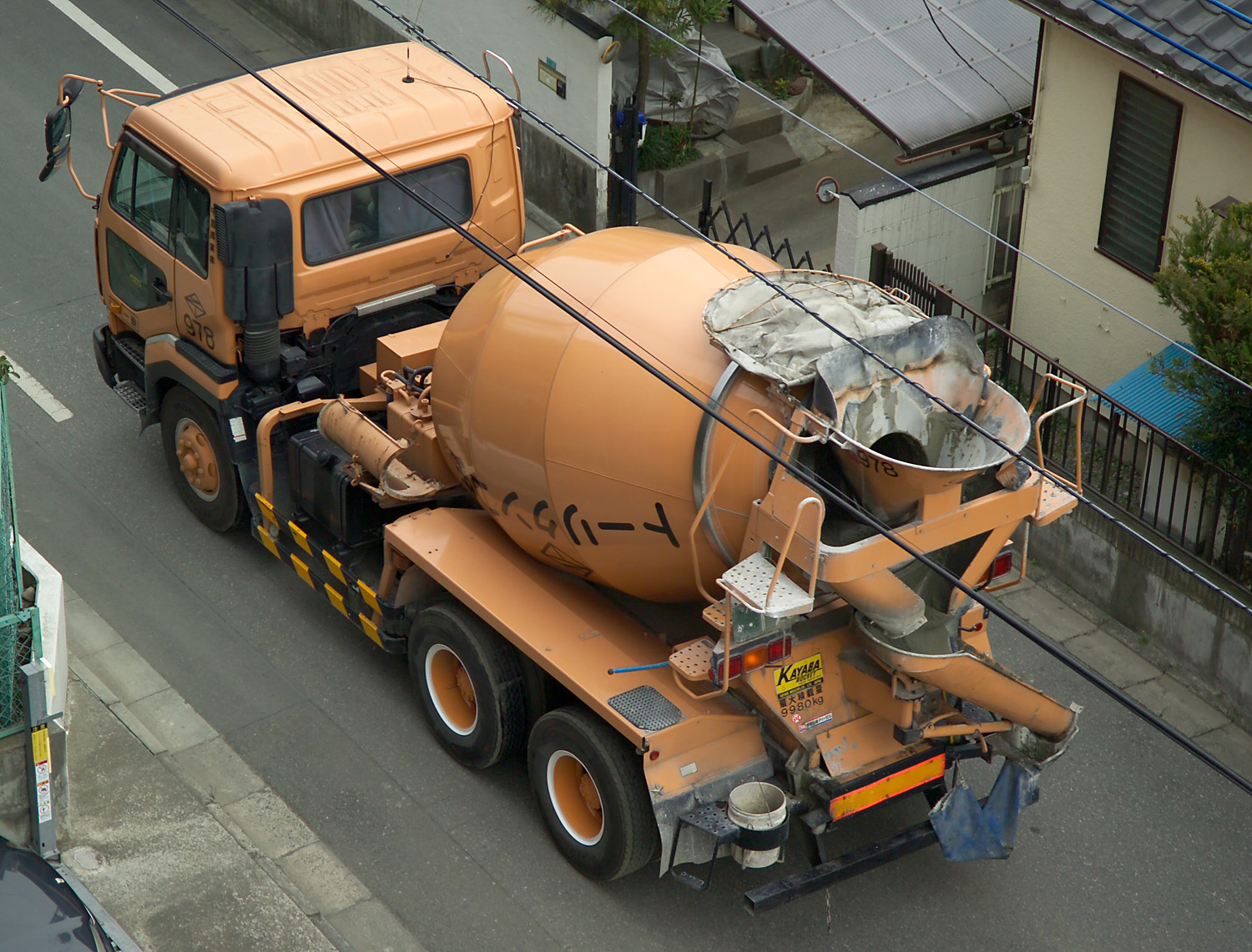
KYB製のコンクリートミキサー車
製品名 : カヤバロケット
車種：日産ディーゼル・ビッグサム

カヤバ株式会社（英: KYB Corporation）は、自動車部品・鉄道車両部品・航空機部品・特装車・建設機械・産業機械・免震装置・試験装置及び各種油圧システム製品を製造する日本の株式会社である。2005年10月1日より「KYB」ブランドを通称社名とした後、2015年10月1日より商号をカヤバ工業株式会社からKYB株式会社に変更。さらに2022年4月1日よりカヤバ株式会社を通称社名とし、2023年10月1日より登記上の商号もカヤバ株式会社とした。芙蓉グループに所属。
株式は東京証券取引所プライム市場に上場しており、JPX日経インデックス400の構成銘柄である。

## 事業分野
二輪車、四輪車用ショックアブソーバーおよび油圧ショベルに代表される建設機械用油圧機器の大手企業。航空機用および船舶用油圧機器なども手がける。コンクリートミキサー車の架装でも国内最大(国内シェア約80%)。また、近年環境、防災、福祉関連製品にも注力している。東京駅、東京スカイツリー、関西国際空港、新宿センタービル、さいたまスーパーアリーナ、新国立劇場などの建築物にも係わっている。ショベル用油圧シリンダーおよびショックアブソーバーのグループ総生産本数は世界最大規模。

### ショックアブソーバー
日本におけるシェアは、約65%で第1位（2007年6月時点での情報）。1950年代には70%に達しており、その後も常に50%以上となっている。太平洋戦争時には、零戦など戦闘機向けのショックアブソーバー（降着装置のオレオ）を生産しており、その経験を買われ、戦後自動車メーカーがKYBに製品の開発と生産を依頼した。
世界におけるシェアは、約22%で第2位となっている（2007年6月時点での情報）。
独自のショックアブソーバーで自動車愛好家からは「猫足」の異名で知られたプジョー・シトロエンは2010年代半ばから内製をやめ、KYBヨーロッパ製のものを採用するようになっている。

### 油圧システム製品

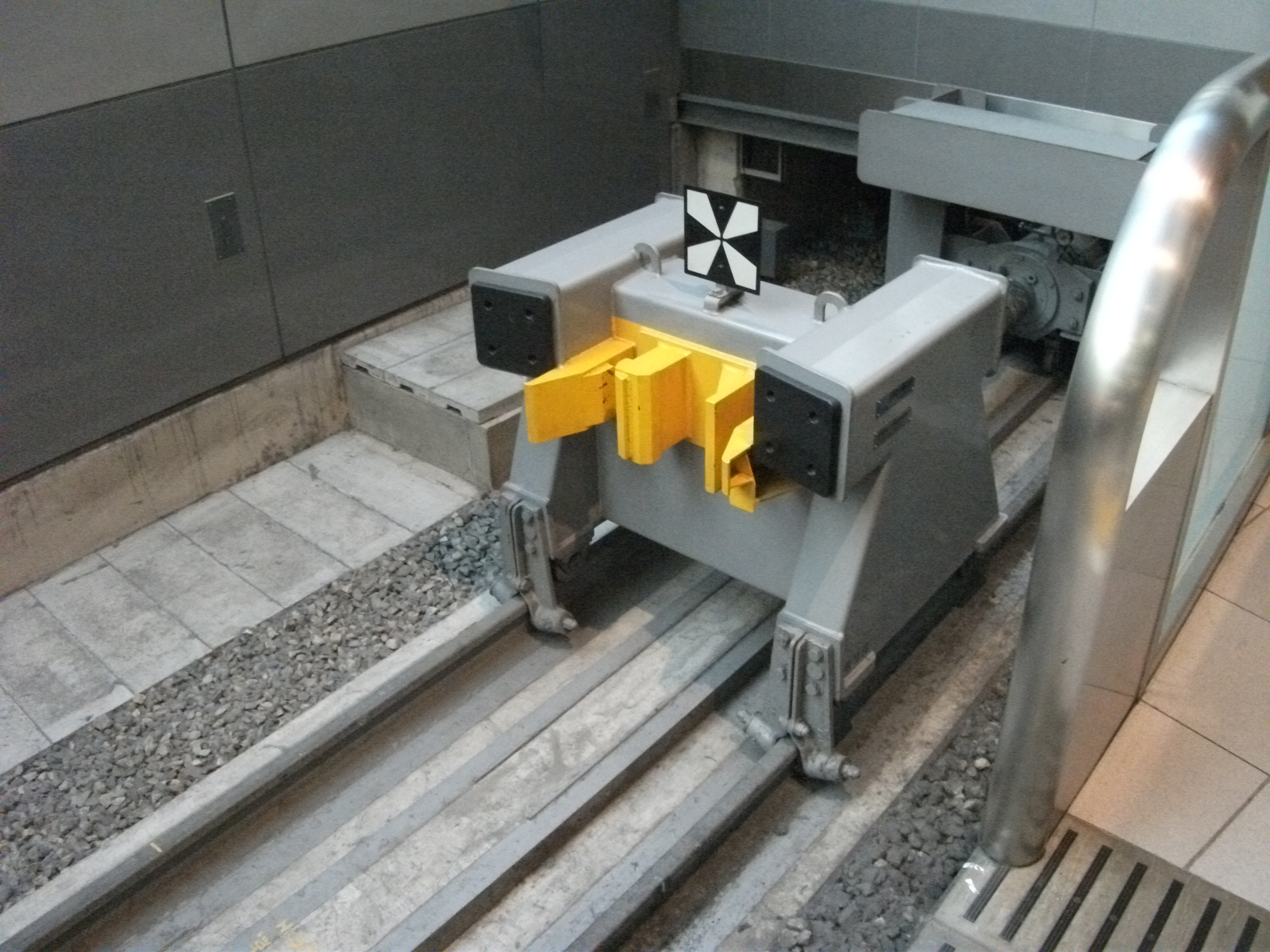
日本車輌製造・カヤバ工業製の鉄道用車止め（京王井の頭線・渋谷駅）

カヤバシステムマシナリーでは自由断面掘削機、立坑掘削機、HEPマシンなどの建設機械や、ごみ投入検査機などの環境・産業機械を製造する。また、免震・制震装置、舞台装置など、建築物に必要な装置を生産している。他に、日本車輌向け鉄道用車止めのダンパーを製作している。

### 航空機
ショックアブソーバーだけでなく、かつをどりやカ号観測機の設計、特殊蝶番レ号への開発協力など回転翼機の研究開発を手がけており、戦後もヘリプレーン1型を試作したが、現在では航空産業から撤退している。なお、アクチュエータ、ホイール・ブレーキ等の航空機器は継続して生産しているが、2022年2月、航空機器事業から撤退することが取締役会で決定された。

## 沿革
- 1919年（大正8年）11月 - 創業者である萱場資郎が萱場発明研究所を開設。
- 1927年（昭和2年）1月 - 萱場製作所を創業。
- 1935年（昭和10年）3月 - 株式会社萱場製作所を創立。航空機用油圧緩衝脚（オレオ）、航空母艦のアレスティング・ワイヤーなどを製作。陸軍カ号観測機と呼ばれるオートジャイロを生産。
- 1936年（昭和11年）1月 - 陸軍の出資によりラムジェットエンジン搭載の無尾翼近距離戦闘機（かつをどり(航空機)）開発着手。
- 1943年（昭和18年）7月 - 岐阜製造所（現・岐阜南工場）を新設。
- 1948年（昭和23年）11月 - 萱場工業株式会社を設立（企業再建整備法に基づく）。ショックアブソーバーの量産を開始。
- 1956年（昭和31年）6月 - 萱場オートサービス株式会社（現・KYBエンジニアリングアンドサービス）を設立。
- 1958年（昭和33年）3月 - 鉱山用機器の設計・販売会社である日本鉱機株式会社を設立。
- 1959年（昭和34年）10月 - 東京証券取引所に株式上場。
- 1961年（昭和36年）3月 - 浦和特装車両工場（現・浦和工場）を新設。
- 1968年（昭和43年）4月 - 岐阜北分工場（現・岐阜北工場）を新設。
- 1970年（昭和45年）6月  - 台湾の緩衝器生産会社に資本参加。
- 1971年（昭和46年）
  - 1月 - 熊谷工場を新設。
  - 5月 - 三重工場を新設。
- 1974年（昭和49年）7月 - 米国に販売会社を設立。
- 1975年（昭和50年）5月 - 相模工場を新設。
- 1976年（昭和51年）2月 - インドネシアに緩衝器の生産会社を合弁で設立。
- 1977年（昭和52年）9月 - 日本パワーステアリング株式会社を設立。
- 1980年（昭和55年）11月 - TQC活動に対し、デミング賞実施賞を受賞。
- 1983年（昭和58年）
  - 6月 - スペインの緩衝器生産会社を共同で買収。
  - 8月 - マレーシアに緩衝器の生産会社を合弁で設立。
- 1985年（昭和60年）10月 - 商号をカヤバ工業株式会社に変更。
- 1986年（昭和61年）11月 - 米国に緩衝器の生産会社を設立。
- 1989年（平成元年）6月 - ドイツに販売会社を設立。
- 1996年（平成8年）
  - 1月 - タイに緩衝器生産会社を合弁で設立。
  - 6月 - スペインに自動車用油圧機器の生産会社を合弁で設立。
  - 10月 - タイに自動車用油圧機器の生産会社を合弁で設立。
- 2001年（平成13年）10月 - 米国の自動車用油圧機器生産会社を単独子会社化。
- 2002年（平成14年）
  - 10月 - ベトナムに二輪車用緩衝器生産会社を設立。
  - 12月 - 中国に自動車用緩衝器生産会社を設立。
- 2003年（平成15年）9月 - 浦和工場を閉鎖し、相模工場に移管。
- 2004年（平成16年）
  - 2月 - 中国に産業用油圧機器生産会社を設立。
  - 6月 - 株式会社トロンデュールの株式取得し子会社化。
  - 7月 - 装置事業部門を会社分割し、日本鉱機株式会社に継承。併せて株式会社カヤバ・レイスステージを合併し、新会社カヤバシステムマシナリー株式会社を設立。
  - 11月 - 中国に販売会社を設立。
  - 12月 - メキシコに販売会社を設立。
- 2005年（平成17年）
  - 2月 - タイに販売会社を設立。
  - 3月 - 新経営理念・経営ビジョン制定。
  - 10月 - 創立70周年。通称名称を「KYB株式会社」に。社名ロゴを一新。商号は「カヤバ工業株式会社」のまま従来通り。
- 2006年（平成18年）
  - 9月 - 極東開発工業のトラックミキサ生産中止に伴い、同社へOEMの供給を開始。
  - 10月 - 株式会社タカコの株式取得し子会社化。
- 2008年（平成20年）
  - 6月 - 岐阜東工場を新設。
  - 8月 - 中国の二輪車用緩衝器の生産・販売会社を買収。
  - 10月 - スペインに自動車用緩衝器の生産・販売会社を設立。
- 2009年（平成21年）12月 - ドイツに欧州統轄会社を設立。
- 2010年（平成22年）7月 - 中国に統轄会社を設立。
- 2011年（平成23年）
  - 1月 - パナマに市販用油圧緩衝器の販売会社を設立。
  - 4月 - 柳沢精機製作所を完全子会社化し、商号をKYB-YS株式会社に変更。
  - 5月 - 南米の事業拡大に向け、ブラジル現地法人を韓国MANDO社と合弁会社化。
  - 7月 - 自動車・二輪車用機器の専用テストコース「KYB開発実験センター」を開設。
  - 10月 - 米国の子会社と孫会社を合併、商号をKYB Americas Corporationに変更。
  - 10月 - 工機センターを設立。
- 2012年（平成24年）
  - 4月 - 電子技術センターを設立。
  - 4月 - オランダに欧州統轄会社を設立。
  - 7月 - ロシアに市販向け販売会社を設立。
  - 10月 - メキシコに油圧機器生産・販売会社を設立。
  - 12月 - インドに二輪車用油圧緩衝器生産・販売会社を設立。
- 2013年（平成25年）
  - 1月 - チェコに市販向け四輪車用懸架バネの生産・販売会社を合弁で設立。
  - 6月 - インドのコンクリート建設機器メーカーの株式を取得し子会社化。
  - 10月 - インドネシアに油圧機器生産・販売会社を合弁で設立。
  - 10月 - 二輪車用油圧緩衝器事業の一部を分割し、新会社KYBモーターサイクルサスペンション（株）へ継承。
  - 12月 - ブラジルに市販向け販売会社を設立。
- 2014年（平成26年）
  - 9月 - インドにチェンナイ（インド）支店を設立。
- 2015年（平成27年）
  - 6月 - スペインの自動車用緩衝器生産会社「KYB Advanced Manufacturing Spain, S.A.U.」を完全子会社化。
  - 10月 - 商号をKYB株式会社に変更。
- 2016年（平成28年）
  - 1月 - 航空機器事業部を設立。
  - 4月 - KYB-CADAC株式会社をKYB-YS株式会社に吸収合併。凱迩必液圧工業(鎮江)有限公司を、凱迩必機械工業(鎮江)有限公司に吸収合併。双凱液圧貿易（上海）有限公司を、凱迩必貿易（上海）有限会社に吸収合併。
- 2017年（平成29年）
  - 4月 - KYB Asia Co., Ltd.とKYB Technical Center(Thailand) Co., Ltd.を合併し、KYB Asian Pacific Corp.Ltd.を設立。
- 2018年（平成30年）
  - 6月 - ブラジルの生産拠点を完全子会社化し、KYB Manufacturing do Brasil Fabricante de Autopecas S.A.を設立。
  - 11月 - 中国に自動車用電動パワーステアリングシステムおよび関連製品の生産・販売会社。Hubei Henglong & KYB Automobile Electric Steering System Co., Ltd. を合弁設立。
- 2019年（平成31年・令和元年)
  - 3月 - KYBステージエンジニアリング株式会社を設立。
- 2022年（令和4年）
  - 2月 - 航空機器事業からの撤退を発表[5][6]。
  - 4月 - 通称名称を「カヤバ株式会社」に変更。
- 2023年（令和5年）
  - 10月 - 登記上の商号をカヤバ株式会社に変更[7]。
- 2025年（令和7年）
  - 4月 - 知多鋼業株式会社の株式取得し子会社化[8]。

## 関係者による不祥事

### 免震装置のデータ改竄問題
免震・制振装置（オイルダンパー）に関して、2018年（平成30年）10月に入り、検査データの改竄が少なくとも15年にわたって全都道府県の施設（約一千カ所）で行われ、該当の装置が全国各地の都府県市庁舎や消防庁舎などに使用されていたことが明らかになる。

## 国内拠点
- 本社・営業 - 東京都港区浜松町二丁目4番1号 世界貿易センタービル
- オートモーティブコンポーネンツ事業本部
  - 第二営業部 - 静岡県浜松市中央区神明町315-1 浜松しみずビル
- 名古屋支店 - 名古屋市中村区名駅3丁目11-22 IT名駅ビル7階
- 大阪支店 - 大阪府吹田市江坂町1丁目23-20 TEK第2ビル
- 広島営業所 - 広島市東区光町1丁目12-16 広島ビル4階
- 福岡支店 - 福岡市博多区博多駅東2丁目6-26 安川産業ビル
- 相模工場 - 神奈川県相模原市南区麻溝台1丁目12-1
- 熊谷工場 - 埼玉県深谷市長在家2050
- 岐阜南工場 - 岐阜県可児市土田505
- 岐阜北工場 - 岐阜県可児市土田2548
- 岐阜東工場 - 岐阜県可児市土田60
- 基盤技術研究所 - 神奈川県相模原市南区麻溝台1丁目12-1
- 生産技術研究所 - 岐阜県可児市土田60
- 開発実験センター - 岐阜県加茂郡川辺町鹿塩字白砂1185
- 工機センター - 岐阜県可児市土田60
- 電子技術センター - 神奈川県相模原市南区麻溝台1丁目12-1

## 海外拠点

### アジア
タイ
- KYB (Thailand) Co., Ltd. (KYBT)
- KYB Steering (Thailand) Co., Ltd. (KST)
- KYB Asia Co., Ltd. (KYBA)
- KYB Technical Center (Thailand) Co., Ltd. (KTCT)

 マレーシア
- KYB-UMW Malaysia Sdn. Bhd. (KMSB)
- KYB-UMW Steering Malaysia Sdn. Bhd. # Plant discontinued

 インドネシア
- P.T. Chita Indonesia
- PT KYB HYDRAULICS MANUFACTURING INDONESIA (PTKHMI)
- PT. Kayaba Indonesia  (PTKYBI)

 中国
- KYB Industrial Machinery (Zhenjiang) Ltd. (KIMZ)
- KYB Hydraulics Industry (Zhenjiang) Ltd.
- KYB Trading (Shanghai) Co., Ltd.
- KK Hydraulics Sales (Shanghai) Co., Ltd.
- Wuxi KYB Top Absorber Co., Ltd.
- Changzhou KYB Leadrun Vibration Reduction Technology Co., Ltd.
- KYB (China) Investment Co., Ltd.
- CHITA KYB Manufacturing (zhenjiang) co., Ltd.
- KYB China Analyst Co., Ltd.

 台湾
- KYB Manufacturing Taiwan Co., Ltd. (KMT)

 ベトナム
- KYB Manufacturing Vietnam Co., Ltd. (KMV)
- Takako Vietnam Co., Ltd. (TVC)

 インド
- KYB Motorcycle Suspension India Pvt. Ltd. (KMSI)
- KYB-Conmat Pvt. Ltd.

 アラブ首長国連邦
- KYB Middle East F.Z.E.

### ヨーロッパ
オランダ
- KYB Europe Headquarters B.V.

 ドイツ
- KYB Europe Headquarters GmbH
- KYB Europe GmbH

 スペイン
- KYB Suspensions Europe, S.A.
- KYB Steering Spain, S.A.
- KYB Advanced Manufacturing Spain, S.A.U.
- KYB Iberia

 ロシア
- LLC KYB Eurasia
- KYB Eurasia Vladivostok

 ウクライナ
- KYB Ukraine

 ルーマニア
- KYB Rumania

 チェコ
- KYB CHITA Manufacturing Europe s.r.o
- KYB Manufacturing Czech, s.r.o.

 ポーランド
- KYB Poland

 イギリス
- KYB UK

 フランス
- KYB France

 イタリア
- KYB Italy

 トルコ
- KYB Suspansiyon Sistemleri Sanayi ve Ticaret, A.S.

### アメリカ
アメリカ合衆国
- KYB Americas Corporation (Indiana) (KAC)
- KYB Americas Corporation (Detroit Branch)
- KYB Americas Corporation (Chicago)
- KYB Americas Corporation (Greenwood)
- Takako America Co., Inc.
- Kayaba International America Inc.

 メキシコ
- KYB Mexico S.A. de C.V.
- KYB Latinoamerica, S.A. de C.V.

 ブラジル
- KYB Manufacturing do Brasil Fabricante de Autopeças S.A. (KMB)
- COMERCIAL DE AUTOPEÇAS KYB DO BRASIL LTDA.